# ザ・たっち
ザ・たっちは、双子の兄弟によるお笑いコンビ。所属事務所はホリプロコム。栃木県下都賀郡石橋町（現・下野市）出身。とちぎ未来大使。

## メンバー
- たくや（兄）（本名・角田拓也（かくた たくや）、1982年11月10日（42歳）10時54分 - ）主にツッコミ（たまにボケ）担当｡ 身長149.5 cm。体重81.6 kg。栃木県立栃木工業高等学校卒業[1]。
- かずや（弟）（本名・角田和也（かくた かずや）、1982年11月10日（42歳）15時12分 - ）主にボケ（たまにツッコミ）担当｡ 身長148.8 cm｡ 体重89.6 kg。作新学院高等学校卒業[1]。

血液型はいずれもA型。星座はいずれもさそり座で一卵性双生児である。生まれた時間はたくやの方が5時間ほど早い。
母親が漫画『タッチ』が好きで、2人が生まれた時、この漫画に登場する双子の兄弟・上杉達也と上杉和也から名前を取りたいと思っていた。しかし、2人に名前を付けようとしていた当時、達也はダメキャラで、和也は野球部のエースだった。兄は達也のようになっては困るということで「達也」ではなく「拓也」と名付け、弟には「和也」と漫画通りの名前を付けた。その後、『タッチ』作中で和也が事故により早逝し、代わりに達也が野球部のエースになっていく展開となったため、2人の命名に母親は後悔しているとのこと。

## 逸話

### 芸人になるまでの経緯
- ホリプロのお笑い芸人養成学校「目黒笑売塾」の1期生。元々は『角田ペア』というコンビ名だったが、社長命令で連絡なしに『ザ・たっち』に変更され、ライブの出番表を見て自分達は出ないと思い、出番直前に名前が変わったことに気づいた。
- 高校時代は別々の高校に通っていたが、兄・たくやが教師に「双子で何かやりたい」と相談すると「サーカスかお笑いしかない」と言われた。

### 家族
- 実家は理容店を経営。髪は2人とも実家に帰った際に切ってもらっている。父親は警察官[4]（刑事[5]）である。妹がいる[6]。

### 双子に関するエピソード・身体的特徴
- 『ザ!世界仰天ニュース』2006年10月25日放送分に出演した際に番組でDNA型鑑定を受けたところ、彼らが一卵性双生児である確率が99.999 999 999 999 2%と診断された（ちなみにマナカナも同時に受け99.999 999 999 999 4%の確率で一卵性と診断された）。
- お互いが同じ日にお笑い雑誌を購入し、芸人になるのを決意していたほど常に気が合う。しかし、普段も同じ日に2人とも同じ本を購入してしまうため、同じマンガばかりが2冊ずつ増えていったという。
- 身長、体重、体型などほぼ同じであるためブレイク前から実験番組などの出演が多く、事務所では『モルモット芸人』と呼ばれたこともある。
- 全く同じ服・靴を履いているので、どっちがどっちかわかり難いが、見分けるポイントとしては、かずやはたくやに比べ色白で左目の下にほくろが3つ並んでいる[7]。
- 衣装は必ずといっていいほど半ズボンを着用。2007年3月に行われた第44回ゴールデン・アロー賞授賞式でも、着用していた3つ揃えのスーツのズボンはやはり半ズボンだった。
- 2人とも小学校低学年時代は現在と同様に背が低く、身長順に並ばされると常に一番前だった。
- たくやの右腕とかずやの左腕には、同じような位置に似た形のアザがある。
  - 2人はミラー・ツインであることを公言しており[8]、ほかにも利き手や腕の組み方などいくつかの左右対称な相違点がある。

### 嗜好
- 兄たくやは辛い物が苦手だが、弟かずやは逆に辛い物が好き。双子でも微妙に相違点があるらしい。
- 苦手な芸能人はデヴィ夫人。以前、楽屋に挨拶しに行ったところ門前払いを食らったため。
- 洗濯用柔軟剤はダウニーのローズとラベンダーを愛用。

### 漫画『タッチ』との関係
- 2005年夏のアニメ版タッチ再放送時の『タッチ探検隊』に出演したとき、「こっち（漫画）がパクった」と発言していた。実際には当然逆で、ギャグの一環である。
- 2006年7月放送の『おしゃれイズム』に出演した時、『タッチ』の作者あだち充と面会し、サイン色紙をもらったエピソードを披露した。この時、あだちに自分たちの名前やコンビ名が『タッチ』に由来する旨を語っており、あだちから「今はいいけど、これ以上売れたら潰す」と言われた。
- このサインは2007年11月放送の『開運!なんでも鑑定団』で鑑定に出されている。サインは宛名入りであったが（宛名入りだと通常減額される）、『タッチ』との関係から減額は免れ、通常のサインと同額と鑑定された。
- 『ラジかるッ』（2007年頃）や『セイウチ・ビジネス・スタジアム』では、浅倉南の声を演じた日髙のり子と共演している。

### 他の双子タレントとの関係
三倉茉奈・佳奈
- 三倉茉奈・佳奈とは同じ一卵性双生児であることから、たびたび比較されている。共演回数も多く、ザ・たっちが注目を集め始めたと同時期に三倉茉奈・佳奈も再びメディア露出が増えたため、キングコングの梶原は「相乗効果ではないか」と指摘している[9]。
- 三倉茉奈・佳奈がキングコングの西野亮廣に「おまえら、たっちと付き合えって！」と何度も言われたときには真顔で「ほんとに嫌なんです」と本音コメントしていた。三倉茉奈・佳奈と合コンをしたことがあるが、三倉茉奈・佳奈は「ただご飯を食べただけ」と一蹴。両者共に『双子同士が結婚し、産まれた子供同士は似ているのか』という疑問を持たれるらしく、その疑問に応えるために結婚し、子供を産めと冗談で言われたこともある。
- 三倉茉奈・佳奈はたっちの「ちょっと！ちょっとちょっと～！」（後述の芸風）というギャグを他番組でよくしている。双子なので言動が揃うというイメージがあるためか、たっちが「合図をして揃えている」と発言すると共演者は驚くが、三倉茉奈・佳奈は早くからこれを見抜いており、たっち曰く、唯一見抜いた人だとか[10]。
- 彼らにとって三倉茉奈・佳奈は長文を2人同時に合図もせずにすらすらと言えるということで憧れの双子であり、「彼女たちはプロの双子だ」と評する。かずやは茉奈、たくやは佳奈とタイプがそれぞれ違う[11]。

広海・深海
- 2010年4月29日に放送された朝の情報バラエティ番組『PON!』（日本テレビ）の曜日コーナー「お手を拝借! 手相でスッPON!」にオネエ系双子芸人広海・深海がパンダユナイテッドと一緒に出演。一部の曜日レギュラーならび番組スタッフに気に入られ、2010年10月から火曜日の突撃芸人ならびコメンテーターとしてレギュラー出演が決まり、2014年3月卒業まで鳥居みゆきと同じくらい番組スタッフから大切に扱われていた。比較されることから『ラジかる!!』時代から天カメ芸人として出演し続けてきた本人たちにとっては非常に迷惑と不快感を露わにし、今後もいかなることがあっても仲良くする気は一切ないと語っていた。

その他
- 斉藤祥太・斉藤慶太兄弟を、キャラが被るということで、勝手にライバル視している。

### 天カメ芸人
- 2005年10月3日に開始した夕方の情報番組『ラジかる!!』でレギュラー出演を果たし、日本テレビのお天気カメラがある地域に携帯電話のテレビ電話の機能を使って天気予報を伝える「神出鬼没!!天カメ天気予報」のコーナーを担当することになる。当初は末高斗夢が担当を予定していたが、スケジュールの都合で出演できず、同じ事務所に所属しているザ・たっちがコーナーを担当することになった。
- 第1回目放送は神奈川県の江ノ島海岸から中継を行い、当時は普段着姿で天気予報を伝えるのみだった。
- 2006年4月2日から午前中の時間帯に移り、番組名が『ラジかるッ』に変わっても引き続き、「ザ・たっちのちょっと何の日?」のコーナーで天気カメラを使っての中継を行い、天気予報（※2007年3月30日まで。それ以降は、お天気お姉さんが担当することになる）だけでなく今日は何の日かを伝えたりしていた。日によっては、かぶりものなどのコスプレをはじめ、体を張ったパフォーマンスやショートコントなどを披露したりしていた。2009年3月27日の番組終了まで前身番組から数えて854回全て出演した唯一の番組レギュラーでもあった。
- 2009年4月2日から10月1日までは『おもいッきりDON!』第二部に木曜日のレギュラーとして「フーテンのたっち 天カメはつらいよ」に出演。神奈川県の江ノ島海岸、東京・港区の新橋SL広場を離れ、日本全国をまわり天カメ中継を行った。2009年6月25日放送では青森県八戸市・八戸港から中継を行い、スペシャルゲストとして八戸市議会議員・藤川ゆりを迎えた。4年半の天カメ中継で近いカメラでの中継はこれが初めてとなり、おまけに中継車も来ていた。
- 2009年10月5日放送からは『おもいッきりDON!第1部 おもいッきりPON!』のレギュラーとして「天カメ教室 ちょっとウケたい授業」を担当。半年ぶりに東京・港区の新橋SL広場から中継を行ったものの、いつもとかわらない雰囲気だった。その日のエンディングでは「天カメ5年目にして尺が読めない」と嘆きのコメントをしていた。
- 2009年11月2日放送では、司会のビビる大木がトークコーナーのゲストとして出演した演歌歌手の水森かおりとトークで盛り上がり過ぎてしまい、呼ぶのを忘れてしまう事態となった。結局、エンディングで数分ぐらいしか出演できなかった。
- 2011年3月17日放送分から3月11日に発生した東北地方太平洋沖地震（東日本大震災）の被災者、今日本中で頑張っている方々に向けて、PON!レギュラー出演者がつらい時に励まされたり力をもらったりした思い出の歌を紹介するコーナー『がんばろう！ニッPON！！届けたい元気が出る歌』が設けられた。被災地に「たくさんの奇跡が起きてほしい」という意味で『キセキ / GReeeeN』を選んだ。その後、東京・港区の新橋SL広場から「復興に向けてちょっと！ちょっとちょっと！がんばろう！！」と被災地にいる方々にエールを送った。
- 『ラジかる!!』から『PON!』まで番組内では末っ子のポジションとして扱われ、2012年11月の誕生日をもって30代に突入したあとも永遠の下っ端キャラとしてバカにされ、天カメ芸人はおろか芸人としてこのままでいいのかどうか迷っていたこともあった。
- 2015年8月28日の放送分を最後に天カメ芸人を卒業。最後は新橋駅前SL広場からの中継で締めた。

### その他
- 2人とも同じレンタルビデオ店でアルバイトをしていたことがある。最初はかずやだけが働いていたのだが、仕事ぶりが店長に褒められ、「お前みたいな奴がもう1人いればな」と言われたので、たくやを紹介した[12]。その後、たくやが客とトラブルになった際、たくやがいない間に何も知らないかずやが客の前に出てきたため、いきなり怒鳴られたことがある。
- ファンから贈られた年賀状のお礼のオリジナルの年賀状を贈っている。
- 『タモリ倶楽部』空耳アワーのVTRに登場したことがある。
- ある舞台の本番前に、緊張しすぎた弟かずやの左の鼻の穴から鼻血が出始めたため、鼻にティッシュを詰めて本番に臨んだ。ところが今度は本番中に兄たくやの右の鼻の穴から鼻血が出始めた。弟かずやの鼻の詰め物も限界に達し、2人で鼻血を流したまま芸を演じ続けた。

## 芸風
双子であることを上手く使ったショートコントや、モノマネ芸などを得意とする。
ネタの合間には「ハイ、キュッキュッキュ」と2人で窓拭きをするような仕草でブリッジを入れる。『爆笑問題のバク天!』の『バク天芸人』コーナーではたったの2秒しかネタを披露できなかったというエピソードがある。以前は、ライブドア前社長の堀江貴文のモノマネをネタとして使っていた（『お笑いLIVE10!』での共演時は堀江と共に持ちネタの「キングギドラ」を行った）が、堀江が証券取引法違反の疑いで逮捕されたことをうけて、今後このネタを封印すると宣言した。以降、同じ双子の芸能人であるおすぎとピーコのモノマネでの漫才披露を主としている。
最近では、以下の同時ツッコミや一発ギャグがある。他の双子タレントもマネをすることがある。
- 「ちょっと！ちょっとちょっと！」 - ※はなわからもらったネタだが、三倉茉奈・佳奈にネタを取られることが良くある。
  - 兄たくやが合図として最初に「ちょっと！」ということが多く、弟かずやは実際「ちょっとちょっと！」の2回しか言わないことが多い。
  - また「おもいッきりDON!」の「天カメはつらいよ」コーナーでは、2人に向かって中山秀征が毒のあるコメントをすると「おいおいおい！ちょっと！ちょっと」と言った後に、続けて毎回異なった短いギャグを入れることがある。
  - 『快盗戦隊ルパンレンジャーVS警察戦隊パトレンジャー』にゲスト出演した際は、劇中で朝加圭一郎 / パトレン1号 役の結木滉星がスーツアクターの高田将司の動きに合わせる形でこのギャグを披露している。
- 「なんで！なんでなんで！」
- 「お前、いつか、ぶっ殺す！」（最後に投げキッス）
  - 「ぶっ殺す！」の部分がゴールデン番組では放送上の関係から「ぶっ飛ばす！」または「踏んづけてやる！」になることもある。
- おすぎとピーコのモノマネをしながら「幽体離脱～」（2人が上下重なった状態から上のほうが起き上がる）
  - その後再び重なり合い、「…からの蘇生～」というパターンもある。
  - また、顔一つ分ずらした状態で重なり起き上がる「帝王切開」もある。
    - おすぎとピーコは「こんなの認めないわよ。上納金払いなさいよ」と発言していたが、笑っていいとも！特大号でザ・たっちのモノマネで迫力ある幽体離脱を見せた。
    - おすぎとピーコのモノマネをしていないときもこのギャグのときだけはおすぎとピーコの声になる。一度、急に振られたときにこのギャグをしてロンドンブーツ1号2号の田村淳に「なんで声、ドラえもんなんだよ！」と誤ったツッコミを入れられた。逆に、ドラえもんのショートコントでドラえもんの声をしたときは今田耕司に「完全に声、おすぎとピーコでしたね」と言われた。
    - 2人が妖精の兄弟「ミギリン」と「ヒダリン」役で出演したアニメ映画『映画 Yes!プリキュア5 鏡の国のミラクル大冒険!』でも、プリキュア5に追いつめられた2匹が、「幽体離脱」「…からの蘇生」のギャグをプリキュアたちの前で披露した。
- おつまみギャグ…「裂けるチーズ」
- 「グッド！グッドチョロリン！」
- 2人が前後に立ち、EXILEの『Choo Choo TRAIN』のイントロの振り付けのようにグルグル回りだす「残像」
- 映画・転校生（おれがあいつであいつがおれで）をネタにして「わー、なんだこの顔、この体、俺のじゃない」とか、2人が取っ組み合いになり、ぐるぐる回っているうちにどっちがどっちだか分からなくなるという、双子ならではのギャグも持っている。
- アジのひらき　※このネタは、PON!の天カメ中継でよく見られる。特にビビる大木がお気に入りにしているようで、度々このネタをやらせている。

ちなみにこれらのネタをする際は兄たくやが合図をするため、微妙にズレることがある。合図を出していると唯一見抜いたのが三倉茉奈・佳奈である（前述）。

## 賞レース
- 2002年 M-1グランプリ 2回戦進出
- 2003年 M-1グランプリ 3回戦進出
- 2004年 M-1グランプリ 3回戦進出
- 2005年 M-1グランプリ 準決勝進出
- 2010年 M-1グランプリ 3回戦進出

## 出演

### テレビ番組

#### 現在の出演番組
- スイッチ!（東海テレビ、2013年7月19日 - ）- 月1回の不定期出演→水曜日リポーター　
  - 「スイッチ! GWスペシャル　全日本うまいもの祭り2025 in モリコロパーク」（2025年5月1日）
- ずくだせテレビ（信越放送、2017年4月 - ） - 火曜日「ヒットみっけ！」コーナーを担当
- イブ6プラス月曜レギュラー（とちぎテレビ、2019年4月 - ）
- のびのびシティさいたま市（テレビ埼玉、2020年4月 - ）
- 巷のウワサ大検証!それって実際どうなの会（TBSテレビ、2024年6月3日 - ） - 不定期出演
- あなたのじまんはなんですか?（テレビ埼玉、2025年4月2日 - ）

#### 過去の出演番組
- ラジかる!! ⇒ ラジかるッ（日本テレビ、2005年10月3日 - 2009年3月27日） - 「ザ・たっちのちょっと何の日?」（旧コーナー名「ザ・たっちの天カメ天気」）のコーナーを担当
- 新どっちの料理ショー（日本テレビ）[13]。
- 爆笑オンエアバトル（NHK総合） 戦績2勝1敗 最高469KB
- エンタの神様（日本テレビ系列）キャッチコピーは「笑いの反則技」（安田特大サーカスとして参加したこともある）
- タモリのボキャブラ天国 大復活祭スペシャル（フジテレビ、2008年) キャッチコピーは「南ちゃん不在の甲子園」
- お笑い Dynamite!（TBS系列）キャッチコピーは「笑いの一卵性双生児」
- 爆笑レッドカーペット（フジテレビ系列）キャッチコピーは「目指せ笑いの甲子園」
- 新春ゴールデンピンクカーペットSP（フジテレビ、2009年1月1日）キャッチコピーは「目指せ!笑いの甲子園」
- はねるのトびら（フジテレビ系列）
- お笑いLIVE10!（TBS系列）
- タモリ倶楽部（テレビ朝日系列） - 「空耳アワー」のコーナーで使用されたVTRに出演
- 女神のハテナ - 不定期レギュラー
- 【特】情報満載! ザ・たっちのJCNとくっち研究所（JCN系、2008年4月1日 - 2008年4月30日）
- おもいッきりDON!第2部（日本テレビ系列、2009年4月2日 - 10月1日）
  - おもいッきりLIVE「フーテンのたっち 天カメはつらいよ」（木曜日）担当
  - 2009年12月7日はパネリストとして出演
- おもいッきりPON! ⇒ PON!（日本テレビ系列、2009年10月5日 - 2019年3月27日）
  - 「天カメ教室ちょっとウケたい授業」のコーナーを2015年8月28日まで担当していた
  - 2015年9月以降は、金曜日のみ「たっちのチェック!チェック!チェック!」を担当
- 爆笑問題のニッポンの教養（NHK総合、2010年4月13日）File-106 「双子だけの秘密」
- セイウチ・ビジネス・スタジアム（テレビ東京、2010年4月7日 - 2011年4月27日）
- ごごたま（テレビ埼玉、2013年11月7日、2014年3月20日・7月3日・10月23日、2015年3月） - いずれも事務所の先輩である、月曜MCのななめ45°、木曜MCの有村昆の不在時に代役出演
- とちぎ発!旅好き!（とちぎテレビ、2017年4月 - 2019年3月）
- 満喫!とちぎ日和（とちぎテレビ、2012年4月23日 - 2017年3月）
- オールスター後夜祭（2019年4月7日[14]、TBS）
- それって!?実際どうなの課（中京テレビ、2020年12月9日 - 2024年2月21日） - 不定期出演
- ザ・どっち（中京テレビ、2024年3月30日）

### テレビドラマ
- アテンションプリーズ（フジテレビ系列） - 第9話（2006年6月13日放送）に乗客 役にてゲスト出演
- WATER BOYS2（フジテレビ系列） - ともに本名での出演
- ヤスコとケンジ（日本テレビ系列）
- あり得ない!（毎日放送系） - 第4話にかずや、第6話にたくやが出演
- 霊能力者 小田霧響子の嘘（テレビ朝日系） - 第2話にゲスト出演
- 古代少女隊ドグーンV（毎日放送）
- 中学生日記（NHK教育） - 2011年2月12日、19日の放送に出演
- 謎解きはディナーのあとで（フジテレビ系列） - 第3話にゲスト出演
- パパドル!（TBS系） - 第9話にゲストで出演
- 恋するイヴ（日本テレビ系列）にタッチャン＆カッチャン 役にて出演
- 雷様剣士ダイジ（とちぎテレビ）- 第81話にともに本人役でゲスト出演
- 快盗戦隊ルパンレンジャーVS警察戦隊パトレンジャー（テレビ朝日）- #35に山田浩二 役で二人一役の出演
- ひみつ×戦士 ファントミラージュ!（テレビ東京、2019年7月21日）- 第16話に警備員 役で出演
- 連続テレビ小説 風、薫る（NHK、2026年度前期放送予定） - 柴田屋（たくや） / 松永屋（かずや） 役[15]

### ラジオ番組
過去に出演・単発出演
- 東貴博 ニッポン全国 ラジベガス
- ますだおかだのオールナイトニッポン
- 松浦亜弥のオールナイトニッポン
- ミューコミ（インタビューのみ）
- 全国こども電話相談室（2006年12月17日に回答者として出演）

### CM
- アオキーズ・ピザ - 中京地方ローカル
- 日本郵政公社「ゆうパック」
- 太鼓の達人 （バンダイナムコゲームス）
- ブルボン「チョトス」（2007年）
- 日刊スポーツ
- 第45回衆議院議員総選挙 - 栃木県選挙管理委員会
- UQ mobile（2022年）[16]

### 映画
- 東京ゾンビ - 終盤、石原（古田新太）に襲い掛かるゾンビ 役
- カスタムメイド10.30

### 声の出演
- 映画 Yes!プリキュア5 鏡の国のミラクル大冒険!（ミギリン＆ヒダリン）
- アホリックス・リローデッド（謎の双子＝ザ・ツインズ）

### 地デジサポーター
デジタル放送推進協会（Dpa）から、地上デジタル推進大使同等の仕事を任されており、所属事務所との共同制作によるミニ番組『ザ・たっちの地デジのは・て・な!』に出演。それが縁で2010年度からは、Dpaのイベント「日本全国地デジで元気!」における“元気サポーター”に任命され、アナログテレビジョン放送終了に向けての啓発活動に参加している。

### インターネット
- T-UP presents サムズアップ!　フジテレビ無料動画サイト「見参楽（みさんが!）」
- 特命係長 只野仁 AbemaTVオリジナル（AbemaTV） - 第2話（2017年1月14日配信）にたくやは山根 役、かずやは森 役にてゲスト出演

### CD
- まんぷくトランス（ビクターエンタテインメント、2006年5月）

### PV
- fripSide「sister's noise」（2013年）
- 電撃文庫「恋は双子で割り切れない」[17]（2021年）